# Okupacja Danii

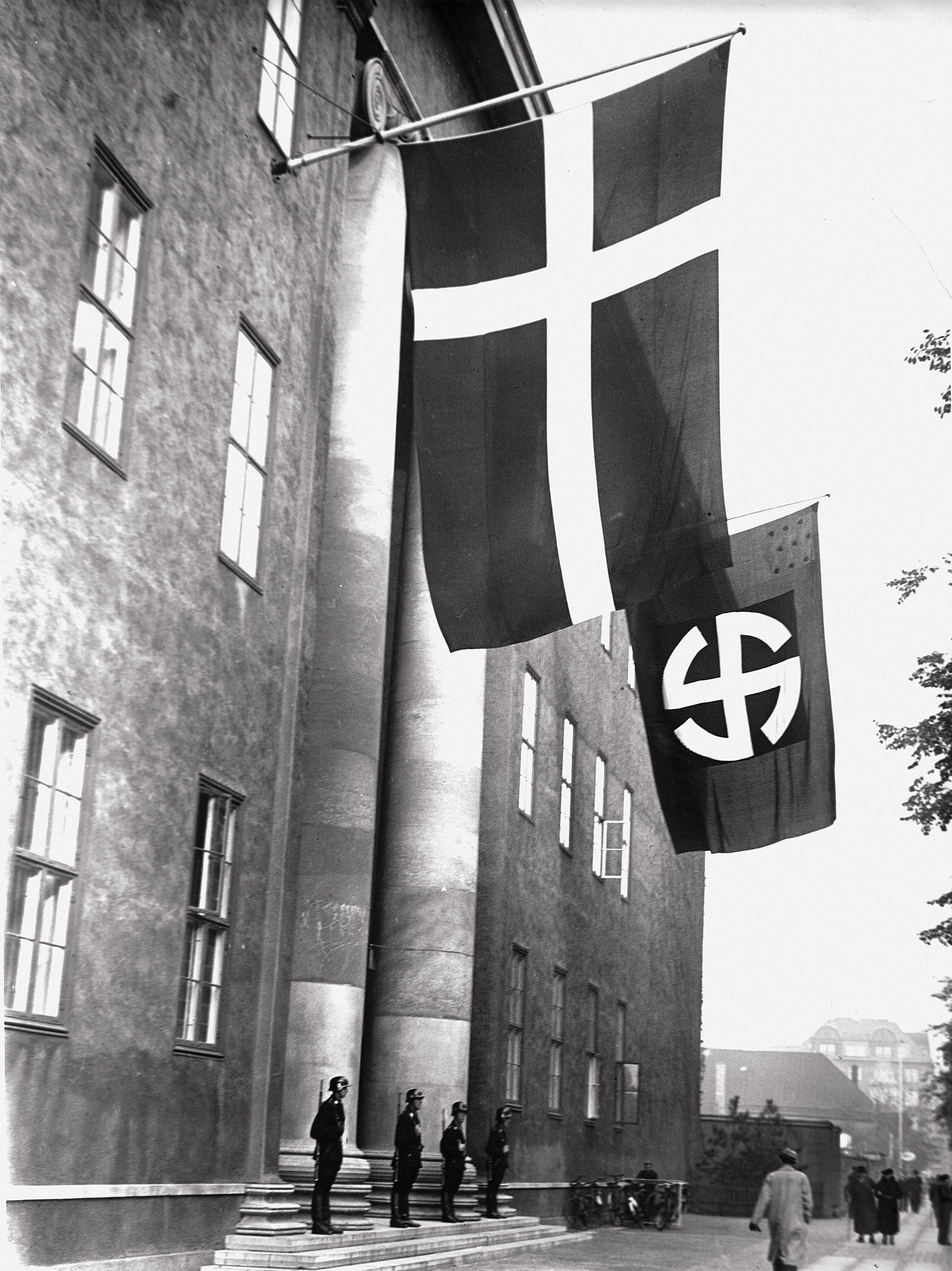
Kwatera główna Korpusu Schalburga, będącego częścią Waffen-SS, założonego w 1943 roku; zajęty budynek (wcześniej siedziba duńskiej masonerii) znajdował się na ulicy Blegdamsvej w Kopenhadze

Okupacja Danii (duń. Besættelsen af Danmark) – rozpoczęła się 9 kwietnia 1940 roku. Wojska niemieckie w operacji Weserübung-Süd zajęły całą Danię, prawie bez żadnego oporu zbrojnego. Wojska brytyjskie wylądowały w Islandii i na Wyspach Owczych, nie dopuszczając do niemieckiego desantu. Grenlandię z kolei przejęły w 1941 roku wojska amerykańskie. W czasie okupacji kolaborujący rząd i większość duńskich instytucji publicznych funkcjonowała nadal we względnie niezmienionej formie. Koniec okupacji nastąpił 5 maja 1945 roku, po kapitulacji wojsk niemieckich w Danii, Holandii i północno-zachodnich Niemczech. Bornholm został zajęty przez oddziały radzieckie cztery dni później, a oddany Danii w rok po zakończeniu wojny.

## Inwazja i początek okupacji

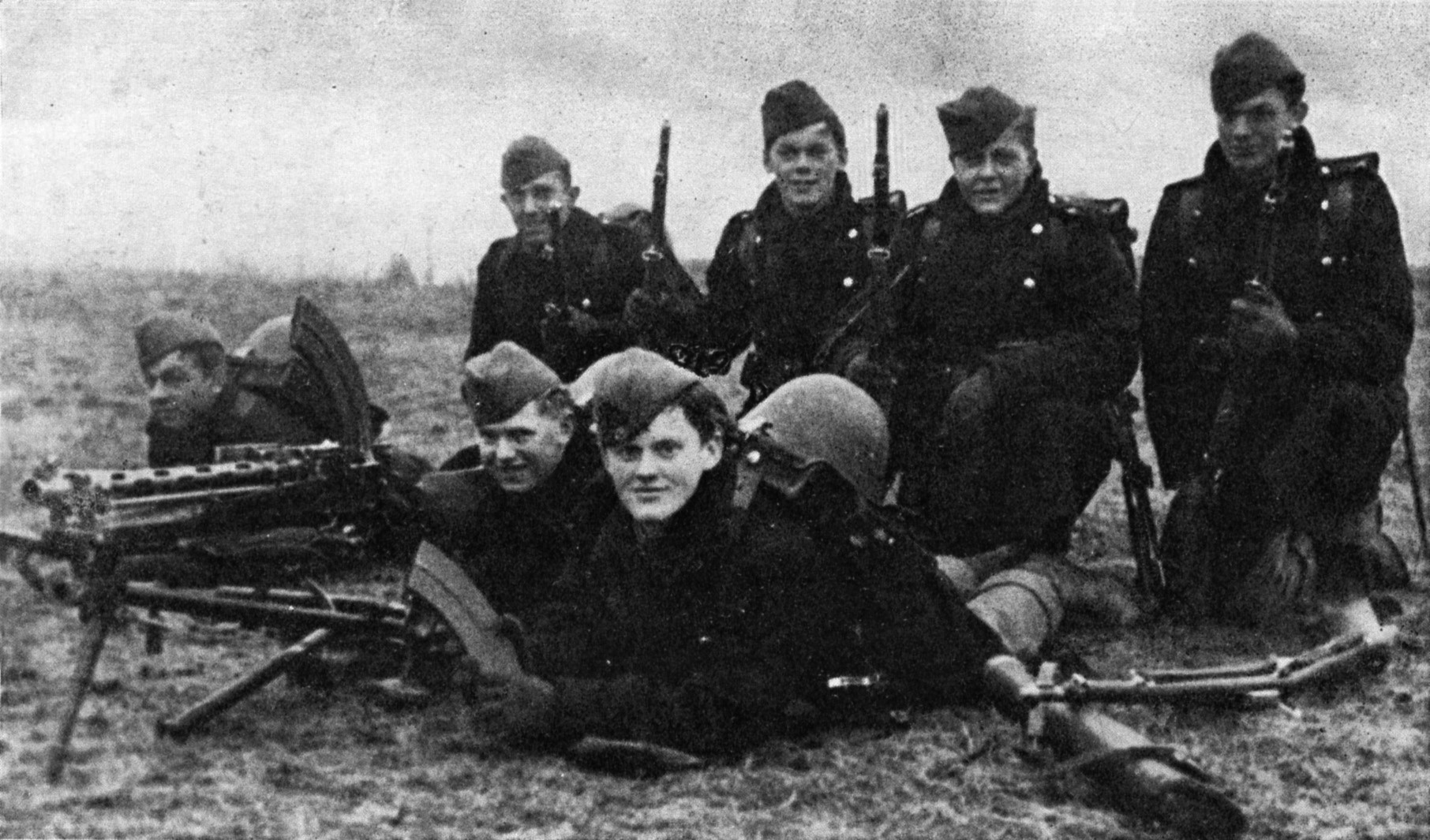
Żołnierze duńscy walczący pod Bredevad w Szlezwiku, 9 kwietnia 1940

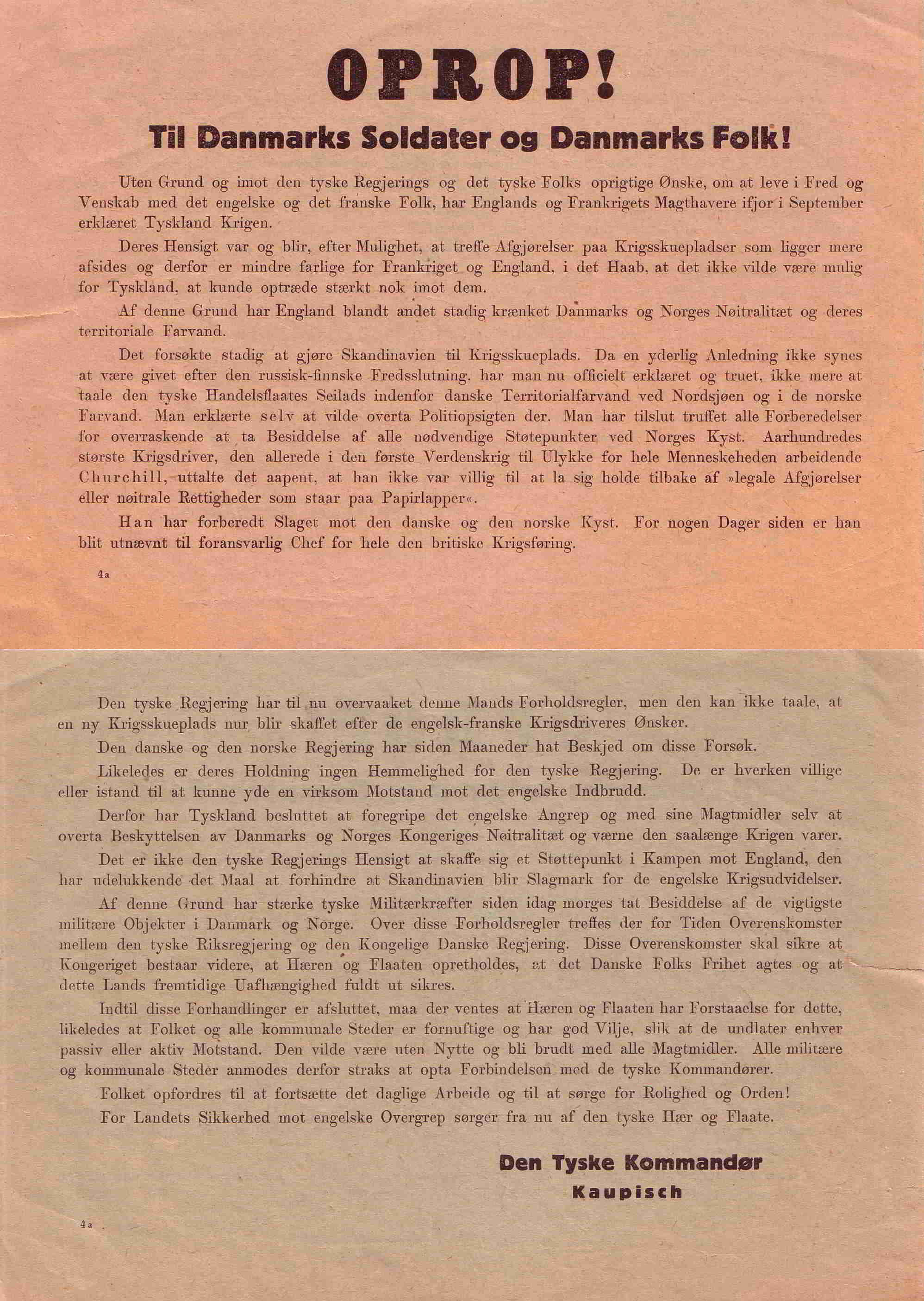
Ulotka OPROP z dnia 9 kwietnia

Inwazja Niemiec na Danię zaszokowała ludność. Duńczycy liczyli na to, że pomimo trwającej wojny ich neutralność będzie respektowana, tak jak w czasie I wojny światowej. Wywiad holenderski po dotarciu do dokumentów Abwehry poinformował ambasadę duńską w Berlinie o planowanej dacie ataku na Królestwo Duńskie. Mimo tego, rząd nie chciał prowokować Niemiec mobilizacją armii i floty. Liczono na to, że Adolf Hitler zajmie tylko Jutlandię jako najkrótszą drogę do Norwegii, a Zelandia pozostanie wolna.
O godzinie 4:15 niemieccy żołnierze przeszli granicę pod Kruså. Jednocześnie wylądowali pod Gedser, Korsør i Nyborg oraz przeszli oba największe wewnątrz-duńskie mosty Lillebæltsbroen i Storstrømsbroen. W Kopenhadze desant 800 żołnierzy z transportowca „Danzig” wylądował niedaleko kwatery głównej Duńskich Sił Zbrojnych, znajdującej się w cytadeli kopenhaskiej i pośpiesznie ją zajął. Pod Amalienborgiem doszło do wymiany ognia na dziedzińcu zamku. Lotnisko w Aalborgu przejęli bez walki spadochroniarze niemieccy, a stojące na lotnisku Værløse duńskie samoloty wojskowe zostały zniszczone bombardowaniem. Tylko niewielka liczba żołnierzy w Szlezwiku stawiła opór. Zginęło tam 16 żołnierzy, a 23 zostało rannych. Po nadzwyczajnym posiedzeniu trwającym od 5:30 do 6:00 rząd i król Chrystian X podjęli decyzję o kapitulacji. O godzinie 8:00 poddały się jedyne walczące jeszcze siły duńskie na południu półwyspu Jutlandzkiego.
Proklamacja zwana OPROP, podpisana przez niemieckiego dowódcę Leonharda Kaupischa, została odczytana przez premiera w Rigsdagu oraz umieszczona na ulotkach zrzucanych z niemieckich samolotów. Wydrukowano około 600 000 egzemplarzy po duńsku i taką samą liczbę po norwesku. Dokument posiadał wiele błędów, gdyż Niemcy mylili te dwa języki. Wzywano w niej wszystkich do zachowania spokoju i opanowania, wprowadzano „politykę kolaboracji” (duń. samarbejdspolitikken) z okupantem oraz iluzję utrzymania duńskiej neutralności i suwerenności gwarantując ciągłość urzędowania duńskiego rządu utrzymującego władzę w kraju.

### Polityka kolaboracji
Posiedzenie rządu i parlamentu po 9 kwietnia wprowadziło w życie „politykę kolaboracji” (duń. samarbejdspoltikken). Celem duńskich polityków było zachowanie jak największej suwerenności i możliwie bezbolesne przeprowadzenie kraju przez okres wojny. Minister Spraw Zagranicznych Peter Rochegune Munch był politykiem, który sformułował tę politykę i konkretyzował ją przez większą część okupacji. W okresie poprzedzającym atak Niemców na Francję rząd duński liczył na zawieszenie broni oraz zawarcie porozumienia pokojowego pomiędzy okupantami a mocarstwami zachodnimi. W tym okresie Dania podpisała porozumienia dotyczące handlu zagranicznego i prawodawstwa, a do zajmowania się sprawami wewnętrznymi zaangażowano liberałów z Venstre oraz konserwatystów. Socjaldemokracja musiała się zgodzić na cięższe warunki pracy robotników.
8 lipca Peter Rochegune Munch został zastąpiony na stanowisku ministra spraw zagranicznych przez Erika Scaveniusa, który rozpoczął negocjacje mające zapewnić Danii miejsce w przyszłej zdominowanej przez Niemcy Europie. Musiały one jednak zostać przerwane ze względu na sprzeciwy zarówno po stronie niemieckiej, jak i duńskiej. Pomimo ciągłego strachu przed utworzeniem marionetkowego rządu (podobnego do norweskiego rządu Vidkuna Quislinga), oryginalna linia debaty została nadal utrzymana posiadając poparcie obu partii politycznych, parlamentu i społeczeństwa. Niedługo przed niemieckim atakiem na ZSRR zostały ponownie zmienione podstawy „polityki kolaboracji”, ponieważ wiele osób spodziewało się, że Józef Stalin zatrzyma niemiecką falę zwycięstw.

### Internowanie duńskich komunistów i pakt antykominternowski
Na podstawie rozkazu Ministerstwa Sprawiedliwości w ciągu jednego dnia aresztowano dużą liczbę duńskich komunistów. Pomimo że okupant życzył sobie tylko uwięzienia liderów partii i młodzieżówki, policja duńska użyła swoich list z nazwiskami działaczy. W wyniku tego w więzieniach osadzono znacznie większą liczbę komunistów.
Internowanie było potępione jako naruszenie konstytucji, lecz w jednej z później wydanych prac sformułowano ostrożniej jego znaczenie: „upoważnieniem zatrzymania/internowania była konieczność”. Można tam również było znaleźć starannie sformułowane ustępy w słowach: „czynności formalno-prawne aresztowania mogą wynikać z prawa pisanego, konstytucji lub ustawy (o tzw. wyższej konieczności)”.
Przyłączenie się Danii do paktu antykominternowskiego dało polityce wewnętrznej nowy kierunek. Umowa o wspólnej walce z komunizmem została zawarta między Niemcami i Japonią 25 listopada 1936 roku w Berlinie. 6 listopada 1937 roku do paktu dołączyły Włochy, a do 1941 roku: Węgry, Mandżukuo, Hiszpania, Bułgaria, Finlandia, Rumunia, rządy Chorwacji, Słowacji oraz marionetkowy chiński rząd Wang Jingweia w Nankinie.
Rząd duński traktował ten traktat jako symbol obowiązkowego poparcia nazistowskiej polityki zagranicznej. Pakt został podpisany w Berlinie 24 listopada 1941 roku przez ministra spraw zagranicznych Danii. Skutkowało to wielodniowymi i pełnymi przemocy demonstracjami w Kopenhadze i niechęcią duńskiego społeczeństwa do polityki rządu.

## Rezygnacja z polityki kolaboracji

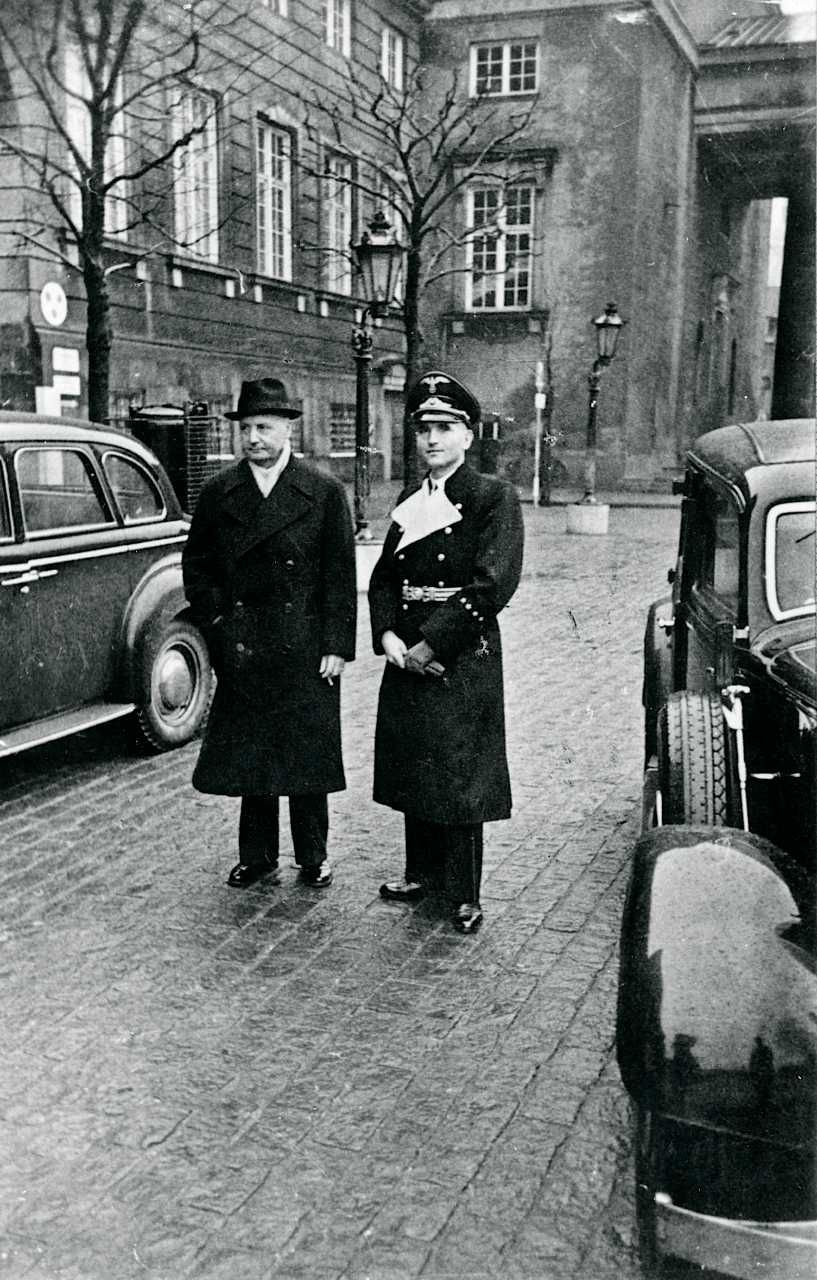
Minister spraw zagranicznych Danii Erik Scavenius i pełnomocnik III Rzeszy w okupowanej Danii i SS-Obergruppenführer dr. Werner Best

### Nowe rządy mieszane
Po śmierci Stauninga ster rządów przejął Vilhelm Buhl, lecz Niemcy nie byli z niego zadowoleni, dlatego po kilku miesiącach został zastąpiony przez Erika Scaveniusa. W duńskim narodzie dojrzewał ruch oporu, a komuniści zaczęli przeprowadzać akcje sabotażowe przeciwko Niemcom i zaprzyjaźnionym z nimi duńskim fabrykom.
W marcu 1943 roku odbyły się wybory do Rigsdagu dające partiom nowy grunt do rozmów z nazistami. Politycy zrozumieli rezultat wyborów jako przyzwolenie społeczne na „politykę kolaboracji”, lecz niemieckie porażki w Stalingradzie, pod El Alamein i na Sycylii były „wiatrem w żagle” dla duńskiego ruchu oporu, a wsparcie parlamentarne i społeczne zniknęło.

### Strajki w sierpniu 1943
Na Jutlandii i wyspie Fyn rozpoczęła się fala strajków przeciwko polityce kolaboracji. W rezultacie Niemcy zażądali stworzenia nowych przepisów, wprowadzających:
- zakaz spotkań,
- godzinę policyjną,
- zakaz strajków,
- cenzurę prasy,
- sądy specjalne,
- karę śmierci za sabotaż.

Z powodu braku zgody gabinetu premiera na powyższe prawa został on zdymisjonowany przez Niemców. Ponieważ król nie otrzymał oficjalnego wniosku o rozwiązanie, rząd został formalnie „uśpiony” i w tym stanie przetrwał aż do wyzwolenia w maju 1945 roku.

### Rozbrojenie i redukcja armii i floty i utworzenie Duńskiej Rady Wolności
Armia została rozbrojona w przeciągu kilku dni w niemieckiej Operacji Safari. Ten niespodziewany atak spowodował śmierć 23 żołnierzy po stronie duńskiej. Niektóre jednostki i pojedynczy oficerowie postanowili uciec do Szwecji, co odbyło się prawie niezauważenie. Spodziewając się przejęcia siłą, okręty floty zostały zaminowane i przygotowane do zatopienia. W momencie ataku wysadzono 29 okrętów, 14 wpadło w hitlerowskie ręce, a część uciekła do Szwecji. Duża grupa szanowanych Duńczyków została zatrzymana jako zakładnicy w celu utrzymania ludności w ryzach. Ponadto okupant przejął kontrolę nad obozem koncentracyjnym w Horserød, w którym znajdowali się internowani komuniści. Rozbrojono Gwardię Królewską pełniącą wartę pod pałacem królewskim Amalienborg. Została zastąpiona przez uzbrojone oddziały warty policyjnej.
16 września 1943 roku członkowie ruchu oporu utworzyli Duńską Radę Wolności. Jej pierwszym celem był zarząd nad polityczną pracą samodzielnych grup oporu, lecz wkrótce utworzyła polityczny zalążek rządu nad krajem, w oparciu o popularność wśród większości społeczeństwa. Nastąpił rozkwit podziemnej prasy. Alianci, którzy wcześniej podchodzili sceptycznie do duńskiego zaangażowania w walkę z nazistowskimi Niemcami, zaczęli traktować Danię jako sojusznika.

### Ewakuacja obywateli duńskich pochodzenia żydowskiego
Dzięki informacjom dostarczonym przez Georga Ferdinanda Duckwitza na temat niemieckich planów wobec Żydów, część polityków korzystających ze wsparcia społeczeństwa duńskiego zaangażowała się w transport zagrożonych Żydów w pierwszej połowie października 1943 roku do neutralnej Szwecji. Pozwoliło to około 7 tysiącom z nich przeżyć holokaust. Aresztowano zaledwie 477 osób (6-7% ludności żydowskiej), które wywieziono do obozu w Theresienstadt.

## Podziemie duńskie

### Ruch oporu
Duńczycy od początku darzyli okupację niechęcią, lecz perspektywa nazistowskiej dominacji w zachodniej i centralnej Europie powodowała tylko sporadyczny opór przeciwko najeźdźcy. Zmieniło się to wraz z porażkami Niemiec na froncie wschodnim i uwięzieniem komunistów duńskich. Skutkiem tego było połączenie partyzantki komunistycznej z ruchem oporu, często dowodzonym przez tych z nich, którzy mieli doświadczenie z hiszpańskiej wojny domowej, np. BOPA (Partyzantka Obywatelska). Istniała również aktywna opozycja socjaldemokratyczna i burżuazyjna. Obie grupy miały wsparcie wśród oficerów i żołnierzy w organizacji Holger Danske, która powstała po rozbrojeniu armii. Ponadto w końcu udało się nawiązać kontakt z brytyjskim przewodnictwem oporu w krajach okupowanych Special Operations Executive.
Organizowano odbiór, transport i podział zrzucanych przez aliantów broni, amunicji i materiałów wybuchowych. Akcje dywersyjne stały się bardziej ukierunkowane i dostosowane do potrzeb aliantów na frontach wojny w Europie.
Okupant często starał się prowokować, a następnie rozbijać całe grupy lub organizacje podziemne. Po złapaniu członków ruchu oporu, kierowano ich natychmiast do obozów koncentracyjnych. W akcjach tych współpracowały formacje HIPO, Gestapo i Korpus Schalburga oraz nieznana liczba duńskich nazistów i płatnych zwolenników tzw. „dźgaczy” (duń. stikkere), którzy zajmowali się likwidacją, a potem także rozstrzeliwaniem sympatyków i członków ruchu oporu. Na sabotaż i skrytobójcze zamachy Niemcy odpowiadali terrorem, brutalnym rozpędzaniem demonstracji, zatrzymywaniem uczestników, braniem zakładników spośród ludności, łapankami, stosowaniem odpowiedzialności zbiorowej i innymi represjami.

### 19 września 1944 roku

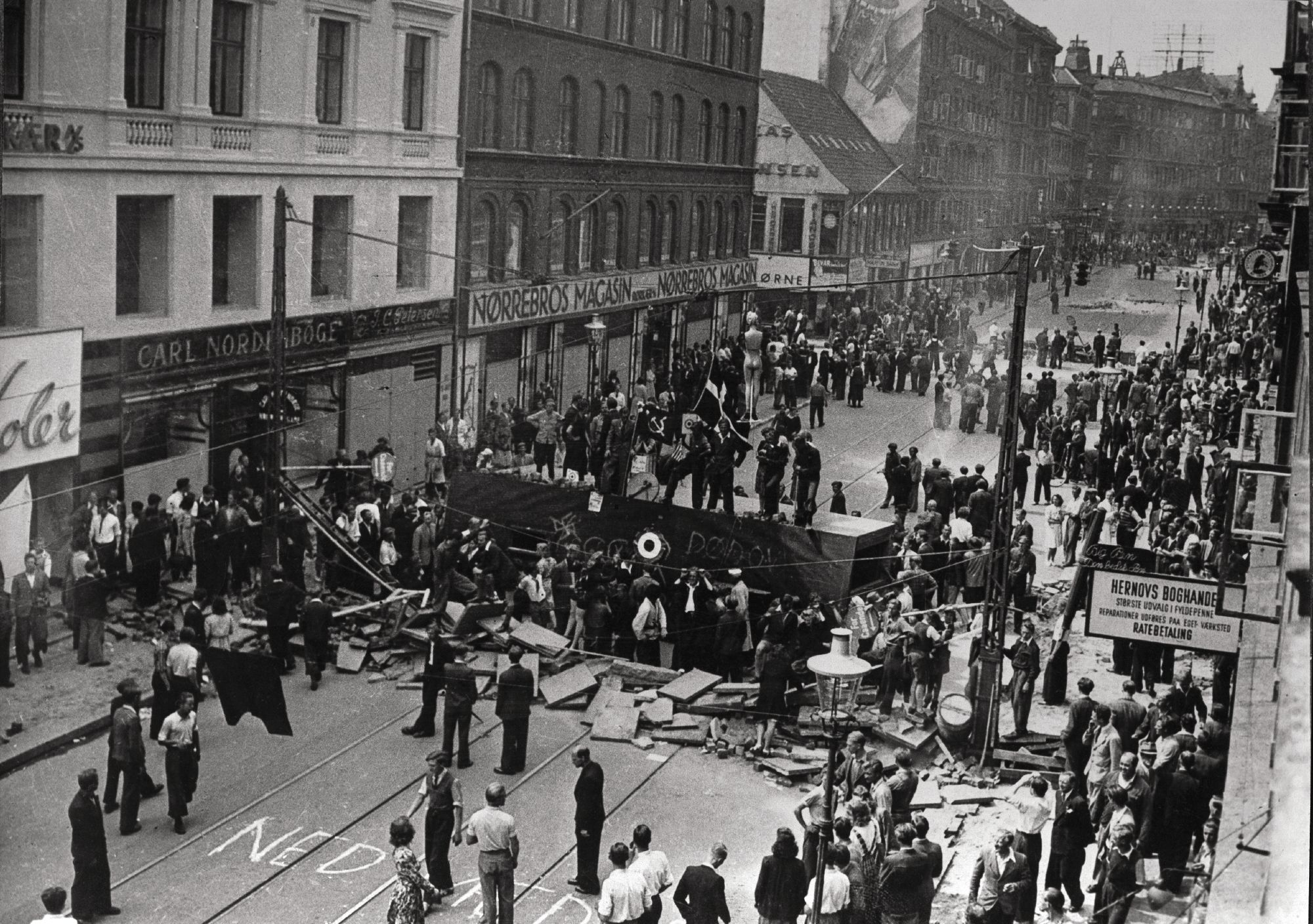
Demonstracja w dzielnicy Nørrebro w Kopenhadze w 1944 roku; protestujący obsadzili barykadę

Po roku od zawieszenia działalności rządu, okupant próbował zaprowadzić porządki i objąć pełną kontrolą całą Danię. Zarówno sytuacja wewnętrzna (akcje sabotażowe, zamachy i strajki w czerwcu i lipcu 1944 roku), jak i niepowodzenia Niemców na frontach wojennych (wojska radzieckie w Polsce, lądowanie w Normandii, upadek Mussoliniego i kampania włoska) zmusiły nazistów do przyjęcia twardej polityki w stosunkach z Danią.
O godzinie 11.00 żołnierze niemieccy zajęli posterunki policji i rozbroili wartowników. Około 2 000 funkcjonariuszy policji i 300 członków straży granicznej wysłano do obozów koncentracyjnych. W Amalienborgu warta policyjna walczyła wiele godzin i w rezultacie uzbrojeni policjanci pozostali na straży rodziny królewskiej do końca wojny.
Po rozwiązaniu duńskiej policji obawiano się nasilenia zwykłych przestępstw. Akcji towarzyszyły zalecenia natychmiastowej reakcji na bandytyzm w formie aresztowań i egzekucji bez wyroku sądowego. Planowano także rozbudowę oddziałów duńskiej policji dowodzonej przez Niemców i Korpusu HIPO, którego jedyną rolą było zastraszanie. Dania pozostała jednak bez cywilnej policji aż do wyzwolenia, a w jej miejsce tworzono lokalne oddziały samoobrony.

### Białe autobusy
Od lutego 1945 szwedzki hrabia Folke Bernadotte rozpoczął negocjacje z Niemcami o uwolnienie skandynawskich więźniów z nazistowskich obozów koncentracyjnych. Argumentował to niemieckimi problemami z zaopatrzeniem, które obiecywał rozwiązać. Prawdziwym powodem jednak był strach przed tym, co może się zdarzyć w chaosie końca wojny. W ramach akcji z obozów koncentracyjnych wywieziono ponad 15 tys. więźniów, z czego ok. 7795 pochodziło ze Skandynawii, a ok. 7550 z innych krajów.

## Koniec okupacji

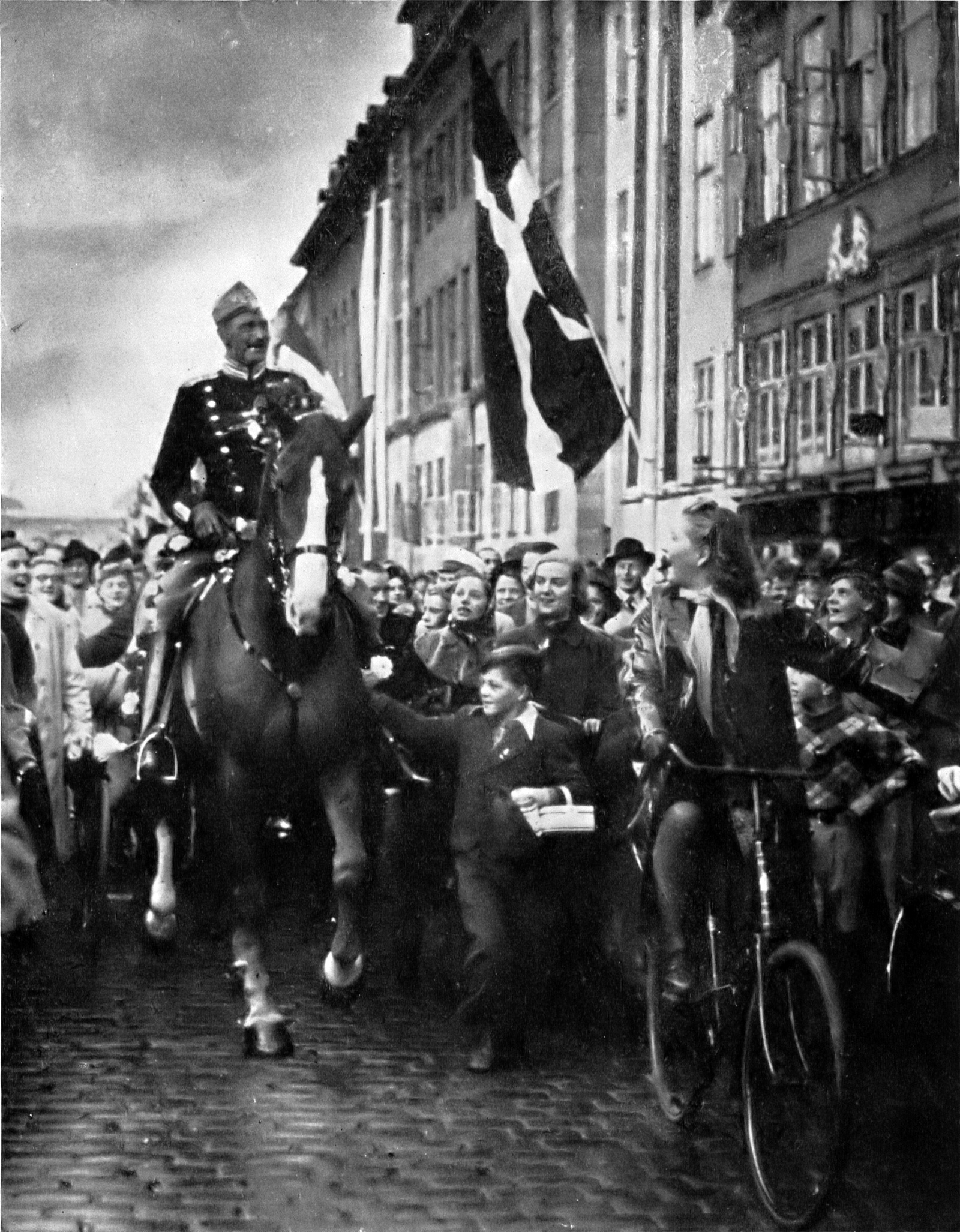
Podczas całej okupacji król Chrystian X stał się symbolem duńskiej niezawisłości – przejażdżka króla w jego urodziny w 1940 roku

### 4 i 5 maja
4 maja 1945 roku o godzinie 20.35 cała Dania usłyszała w radiu BBC informację o planowanej kapitulacji Wehrmachtu na dzień następny o godzinie 8.00. Spowodowało to spontaniczne sceny radości w całym kraju. Ludzie wychodzili na ulice, gratulując sobie wzajemnie zakończenia wojny. Od zakończenia wojny, 4 maja każdego roku w południe, syreny alarmowe przez 10 minut przypominają o tym wydarzeniu.
Jednocześnie rozpoczęto rozprawę z kolaborantami. Członkowie duńskiego ruchu oporu z czerwono-biało-niebieskimi opaskami na ramionach poszukiwali znanych im „dźgaczy” i członków korpusu Schalburga oraz HIPO. W niektórych miejscach używano specjalnie wcześniej do tego przygotowanych list kolaborantów. Czasami aresztowania miały charakter odwetu. Zatrzymywano również kobiety, które związały się z niemieckimi mężczyznami podczas okupacji (tzw. „niemieckie dziewczyny”).
Po oficjalnej kapitulacji rankiem 5 maja nastąpiły dalsze zatrzymania duńskich zwolenników nazistów. W przeciągu jednego tygodnia uwięziono ponad 20 000 ludzi, z których niemal 15 000 zostało szybko uwolnionych bez dodatkowych konsekwencji.
Ruch oporu był w ciągu kilku pierwszych dni jedynym prawdziwym organem egzekwowania prawa w kraju. Tego samego dnia przeniesiono Duńską Brygadę ze Skanii do Danii. Jej siły zostały wykorzystane niemal wyłącznie do obrony granicy duńsko-niemieckiej.
Siły niemieckie poddały się planowo niewielkiemu kontyngentowi brytyjskich żołnierzy pod dowództwem generała majora Dewinga. Natomiast duńscy członkowie HIPO rozpoczęli rozpaczliwą obronę przed rozbrojeniem. Doszło między nimi a ruchem oporu do poważnych walk w wielu miastach.

### Niemieccy uchodźcy
W dniu kapitulacji na terenie Danii znajdowało się ok. 250 000 niemieckich uchodźców z Prus Wschodnich, Pomorza, Śląska i Kraju Sudetów. Ludzie ci, w większości kobiety, dzieci i starcy, nie mogli być natychmiast odesłani. Umieszczano ich w tymczasowych kwaterach w szkołach i schroniskach, a potem wybudowano dla nich specjalne obozy dla uchodźców.

### Losy Bornholmu
Podczas ogólnej radości zapomniano, że nie został wyzwolony Bornholm, co wynikało z tego, że komendant niemiecki Gerhard von Kamptz chciał poddać się Anglikom na takich samych zasadach, jak reszta Danii. Anglicy jednak nie chcieli wylądować na wyspie, nie chcąc prowokować zatargów z Rosjanami.
7 maja radzieckie bombardowanie zniszczyło dużą część Nexø i Rønne. Niemcy odmówili jednak poddania się siłom innym niż brytyjskie i nadal okupowali wyspę. Następnego dnia rano samoloty znów zbombardowały te dwa miasta, a 9 maja wojska ZSRR wylądowały z niewielkimi siłami na wybrzeżu i Gerhard von Kamptz skapitulował przed Armią Czerwoną.

### Rozprawa z kolaborantami
Po wojnie, 40 000 ludzi zostało aresztowanych pod zarzutem kolaboracji, zdrady stanu, morderstw lub tortur. Najpierw zajęto się przypadkami „małych ryb” (duń. små fiske), np. „dźgaczy”, członków aparatu zastraszania, Duńczyków w SS. 13 500 oskarżonych dostało lekkie wyroki, a 78 osób skazano na karę śmierci (wykonano 46 egzekucji na członkach Korpusu HIPO). Pozostała jedna trudna kwestia. Trzeba było zadecydować, co zrobić ze zdrajcami w przemyśle i administracji, których w rzeczywistości rząd zachęcał do współpracy z nazistami. Gdy gniew społeczeństwa zdążył ustąpić, rozpoczęły się rozprawy „grubych ryb” (duń. store fiske): liderów biznesu, przemysłowców, polityków i urzędników. Zakończyły się one niewielkimi wyrokami (większość z nich otrzymała wyroki 4 lat więzienia) lub nawet uwolnieniem od zarzutów.

### Nowy rząd
„Uśpiony” rząd Vilhelma Buhla został formalnie przywrócony 5 maja 1945 roku, a król mianował go nowym gabinetem. Buhl i wielu ministrów zachowało stanowiska, ale dodano im kilku ministrów bez teki związanych z duńskim ruchem oporu.